# Commerveil
Commerveil är en kommun i departementet Sarthe i regionen Pays de la Loire i nordvästra Frankrike. Kommunen ligger i kantonen Mamers som tillhör arrondissementet Mamers. År 2022 hade Commerveil 138 invånare.

## Befolkningsutveckling
Antalet invånare i kommunen Commerveil
| Referens: INSEE |